# Eddy Huntington
Eddy Huntington (nacido el 29 de octubre de 1965) es una estrella pop del Reino Unido, popular en Escandinavia, Europa y en la ex-Unión Soviética.

## Biografía
Huntington es originario de Peterlee (Inglaterra) y se mudó a Londres a los 18 años, donde se convirtió en extra de videos musicales y en modelo.
Fue descubierto por Baby Records, una compañía discográfica italiana, la que lo llevó a Milán para grabar la canción "USSR", escrita por R. Turatti, M. Chieregato y T. Hooker.
Cuando USSR fue lanzada en toda Europa en 1986 por ZYX Records, fue un gran éxito en el continente y en la Unión Soviética y sigue siendo popular hasta hoy. Huntington tuvo otros sencillos menos exitosos, como "May Day" y "Meet My Friend". También editó el álbum "Bang Bang Baby", de 1988.=

## Retiro
Huntington dejó la música a principios de los años 1990, y se convirtió en maestro de escuela primaria en el Reino Unido. Vivió en Tailandia durante dos años con su esposa, donde siguió trabajando en el sector de la enseñanza. El nacimiento de su hijo menor lo inspiró a regresar a Inglaterra.
En 2005, Huntington tuvo un breve regreso a la música, abriendo los conciertos "Discotechka 80's", en Rusia. Fueron dos presentaciones de estrellas del pop de los años 1980s de Europa y la Unión Soviética, realizadas en Moscú y San Petersburgo donde compartió escenario con artistas como Bonnie Tyler, Alphaville, Sabrina Salerno, Mike Mareen y Savage. Ambos conciertos se realizaron a estadios llenos, transmitidos por la televisión local y publicados en DVD.